# Mère et Fille (série télévisée)
Pour les articles homonymes, voir Mère et Fille.
Mère et Fille est une shortcom humoristique française produite par J2F et Yaka Productions, diffusée du 3 juin 2012 jusqu'en 2017 sur Disney Channel France. Le titre Hideaway du groupe français Les Plastiscines est utilisé pour le générique de la série.

## Synopsis
La série raconte la vie quotidienne de Barbara (jouée par Lubna Gourion), collégienne de 14 ans en pleine crise d'adolescence, et de sa mère Isabelle (jouée par Isabelle Desplantes), avocate divorcée de 39 ans qui cherche à rester jeune.

## Distribution
- Isabelle Desplantes : Isabelle Marteau
- Lubna Gourion : Barbara Marteau
- Thérèse Roussel : Mamie, la mère d'Isabelle (saisons 2 à 4)
- Thomas Goldberg : Raphaël, ami de Barbara (saison 3)
- Arthur Jacquin : Gaël, ami puis fiancé de Barbara (saisons 1 à 4 et film)
- Clara Leroux : Léa, amie de Barbara (saisons 1 à 4 et film)
- Romain Arnolin : Hugo, ami de Barbara (saisons 1, 2, 4 et film)
- Lilia Alami : Pauline, petite sœur de Hugo (saisons 1 et 2)
- Dorothée Pousséo : Tata Cocotte alias Catherine, la sœur d'Isabelle (saisons 2 à 4)
- Alain Bouzigues : Mr Balain (saisons 1 à 3)
- Philippe Cura : Le père de Gaël (saisons 1 et 2)
- Grégory Le Moigne : Laurent, le père de Barbara (saisons 1 à 4 et film)
- Claudia Tagbo : Claudia, la mère de Hugo (saison 2)
- Philemon : Le coach virtuel (saison 3)
- Tom Hudson : Like, cousin de Barbara (saison 4)
- Marilou Agathe : Mme.Méru, la voisine de palier (saisons 1 à 4)
- Sylvianne Goudal : Mme.Fournier, la concierge (saison 2)

Invités :
- Arnaut Ducret (Mère ou sœur)
- Baptiste Giabiconi (Ze Perfect Man)
- Nathalie Simon (C'était ma place)

## Épisodes

### Première saison (2012)
1. Bonne Fête Maman !
2. Le Concert
3. C'est le bouquet !
4. Chagrin d'amour
5. La Soirée
6. Les dents de la mère
7. Ze Perfect Man
8. Brouille d'enfance
9. Ménage hasard
10. Plan B
11. Les Vacances
12. Blog mode
13. Le Coup du téléphone
14. Portrait chinois
15. La Surenchère
16. Mauvaise Orientation
17. Mère ou sœur
18. Le Jean's
19. Langue vivante
20. C'était ma place
21. Signe de reconnaissance
22. Ciné, Strass et Paillettes
23. La Surprise
24. L'Argent de poche
25. L'Argent ne fait pas le bonheur
26. La Sortie de classe

### Deuxième saison (2013)
Elle est diffusée sur Disney Channel France à partir du 16 avril 2013.
1. Super Mamie
2. C'est le Plombier
3. Appartement Séparé
4. Les Goûts et les Couleurs
5. Camping Cour
6. Pour la Bonne Cause
7. La Conseillère d'orientation
8. Vacances de rêve - Partie 1
9. Vacances de rêve - Partie 2
10. L'Arme Absolue
11. Intimité
12. Un Nouveau dans la maison
13. Crazy Sitting
14. Mégane
15. Battle
16. Invités Surprise
17. Le Dentiste
18. Cyber Fermière
19. Un Vent De Liberté
20. Danse pas si Classique
21. Ça Capte Pas
22. Tout en Couleur
23. Soirée interdite
24. Le Coffret
25. Cuisine Monster
26. Le Jour De l'An

### Troisième saison (2014)
Une saison 3 est diffusée sur Disney Channel France à partir du 13 mai 2014. Les épisodes sont maintenant composés de 4 mini-épisodes.
1. La recette de folie / Le portable perdu / En voiture / Le perroquet
2. A l'écoute / Resto VIP / Le jeu des 7 Familles / Le défi
3. Y'a pas d'âge / L'applique / Ultrasons / Mauvaise explication
4. Adieu mon smartphone / Le livre du Pr Smith / La crème de la crème / Le 31
5. Le secret de l'œuf dur / Bonne impression / Monsieur Richeto / Dodo
6. La peur de notre vie / Le langage du matin / La bourde / La main verte
7. Tiffany / Solution manucure / Oh, c'est "po vrai" ! / T'as trop de chance
8. Le grand jeu / Inversion des rôles / Le nouveau proviseur / Le bouton
9. Le livre interdit / Trois choses en même temps / Fashion police / La bonne élève
10. Portable cassé / La gourmandise / Le don de Léa / Battle de voiture
11. Au bout du fil / L'âge de ma mère / Déjà-vu / La moustache
12. Je me lance / Ultra miouzik / Le lustre / Le test
13. Les légumes ça détend / Une meilleure place / Comme si je t'avais fait ... / Tenue de soirée
14. Le grand bal masqué / Douche froide / Viens on danse / Papa maladroit
15. Ça fait une demi-heure que je t'attends / Punie / Devoirs / Cheese !
16. Nouvelle coupe / J'aime lire / Pas là / Discrétion
17. La tâche / J'entends pas / Ah qu'il est mignon / La fin justifie les moyens
18. Le dessert / La vengeance / Compliments / Rage de dents
19. Figurantes / La honte / Il est où ton nez ? / Être vigilante
20. L'incruste / C'est quoi ? / Toi ou moi / Le moelleux
21. Le flan / Faut que ça brille / Quoi encore ? / Une star dans l'immeuble
22. Les clés / Journée de princesses / Le faux bond / Mettez vous à ma place'
23. Le divan / Réclamations / Jamais d'accord / Changement de stratégie
24. Le Buzz / La chaîne en or / Tenue correcte exigée / Réservation ultime
25. Rugbywomen / Let's rock / Au placard - The best mom in the world
26. Excuses bidons / Le porte bonheur / Le nouveau voisin / A table !
27. Les Vacances / Ça tombe bien / Le réconfort / Le même costume
28. Courses folle / Magique / Livraison à domicile / Étrange Mr. Balain
29. Sommeil / Mamie turbo - Tu préférerais quoi ? / Ciné du soir
30. Distraite / La fille idéale / inquiète / Zenitude
31. Le bulletin de Léo / La nouvelle / Le bon film / Bio attitude
32. Quand le loup n'est pas là / Arrêt maladie / Têtue / Le chagrin de Barbara
33. La facture de portable / Vive le vernis / Dispute de gentillesse / Tâches ménagères
34. Prétendant / Le filckdihue / Non, non, et non ! / Le p'tit haut fushia
35. Dehors sinon rien / Le surnom / Réveil Tonique / Le service après-vente
36. Réveil douceur / L'horoscope / Adoptée / Confessions
37. Le footing / La gaffe du voisin / Ouh, la menteuse ! / Zombie
38. La confiture / Pas la même vision / Plus tard dans la vie / Mon premier dîner romantique
39. Le ménage-ball / Perdue / Dans le mille / L’anniversaire impossible
40. Pas avant le café / Polyglotte / Les textos de ma mère / Le bricolage
41. Chaleur humaine / Une vie de rêve / La télépathie / Play back
42. La méditation / Retour vers le futur / Discuter en paix / Le coach virtuel
43. La grippe party / On s'en passe plus / Pause yoga / Remède de grand-mère
44. La preuve par l'exemple / Le code secret / Somnambule / Les crêpes
45. La folie de la folie / Démasquée / Le petit haut / Rencontre virtuelle
46. La doudoune / Telle mère, telle fille / Travaux pratiques / Le wifi
47. Chute ! / Le bulletin de notes / Le créneau / Souvenir souvenir
48. Le collier / La fête du siècle / Un peu de sport / Ça coince
49. Circulez, y'a rien à voir ! / Le discours / Les clefs de voiture / Le livre
50. Esprit rebelle / Mauvaise nouvelle / Le sport de ouf ! / Droit dans le mur
51. Les excuses improbables / Serrure grippée / Fait maison / Des gens bien
52. Les figures / Surprise / Joyeux Noël maman / C'est pas un cadeau !
53. Bonne impression / Ultrasons / La bonne élève / Dodo
54. Le flan / Les figurantes / L'étrange Mr. Balain / Être vigilante
55. Une star dans l'immeuble / Bio attitude / Le flickdihue / Battle de voiture
56. Le lustre / Serrure grippée / Le langage du matin / Adieu mon smartphone
57. Je me lance / Cheese ! / Le wifi / Tiffany
58. Les crêpes / Le test / C'est quoi ? / The best mom in the world
59. La voix de canard / Dispute de gentillesse / Le créneau / Remède de grand-mère
60. Une vie de rêve / La télépathie / Le discours / Des gens bien

### Quatrième saison (2017)
Fin 2016, les actrices principales annoncent le début du tournage d'une nouvelle saison. Le premier épisode est diffusé le 18 mars 2017 pour fêter les 20 ans de Disney Channel. La suite est diffusée depuis le 8 avril 2017.
1. Barbara rêve d'être indépendante !
2. La vaisselle / Soldes privées / Livraison à domicile / Tu remarques rien
3. Auto-école maison / Les échecs / La tortue
4. La fête des mères / Conduite mal-accompagnée / Rentrer en contact / Coach en séduction
5. Pierre-Papiers-Ciseaux / SOS maman / Opération coaching / Le traducteur
6. Et si on posait ? / Escarpins surprise / Le dernier mot / Tête en l'air
7. La signature / Soirée DVD / La voiture selon Isa / La dent dure
8. La position de l'archer / L'appli cafteuse / Conduite accompagnée
9. La méditation / L'indépendance / Le passeport / Petit mensonge en famille
10. Week-end inquiétant / Dépression capillaire / Animal de mauvaise compagnie
11. Les ronflements / Les tomates / La bourde / Le feu orange
12. Le plâtre / Le coût de la vie / Concentration au volant
13. Le sport / Boot Camp 1 / L'effort / Boot Camp 2
14. Le conseil d'une mère / La tactique Méru / Tu connais la chanson
15. Week-end / Tuto cuisine / Et puits c'est tout / Conseil de famille
16. Scène de ménage / Voiture avec chauffeur / Week-end Papa
17. Le piercing / La tache / Les pipelettes / Au vert
18. La veste à franges / Problème de maths / Vide-grenier
19. Le quiproquo / À table ! / Infraction / Mieux que les moutons
20. Crise d'ado / Le T-shirt / L'exposé
21. Rouge à lèvres / L’œilleton / Le sandwich / Le smiley
22. Organisation maison / Question de priorité / Les étrennes
23. La géoloc / Le cadeau / Eclipse totale
24. La nuit des temps 1 / La traduction / La nuit des temps 2

### Film (2016)
Mère et Fille : California Dream raconte comment Barbara remporte un concours de stylisme (le World Fashion Summer Dress) et gagne un voyage en Californie.
Le film est pour la première fois diffusé le vendredi 5 février 2016, sur Disney Channel.

## Diffusion International
| Pays | Chaine                       | Première diffusion | Titre de la série | Preuve |
| --- | ---------------------------- | ------------------ | ----------------- | ------ |
| France | Disney Channel France        | 3 juin 2012        | Mère et Fille     | [ 3 ]  |
| Italie | Disney Channel Italie        | 2013               | Mamma e figlia    | [ 4 ]  |
| Russie | Disney Channel Russie        | 18 novembre 2013   | Дочки-матери      | [ 5 ]  |
| Allemagne | Disney Channel Allemagne     | 28 mars 2016       | Maman & Ich       | [ 6 ]  |
| Argentine Bolivie Chili Colombie Cuba Costa Rica Équateur Salvador Guatemala Honduras Nicaragua Mexique Panama Paraguay Pérou République dominicaine Uruguay Venezuela | Disney Channel Latin America | 28 janvier 2017    | Madre e Hija      | [ 7 ]  |
| Brésil | Disney Channel Brésil        | 28 janvier 2017    | Mãe e Filha       | [ 8 ]  |